# Edlbach
Edlbach – gmina w Austrii, w kraju związkowym Górna Austria, w powiecie Kirchdorf an der Krems. Liczy 643 mieszkańców.